# اکچای
اکچای (به ترکی استانبولی: Akçay) شهری است در کشور ترکیه که در استان بالیکسیر واقع شده‌است. جمعیت این شهر بر اساس سرشماری سال ۲۰۰۸ میلادی ۹٬۹۴۷ نفر و بر اساس برآوردهای سال ۲۰۰۹ میلادی ۱۰٬۷۹۹ نفر می‌باشد.